# Равена (Охајо)
Равена (енгл. Ravenna) град је у америчкој савезној држави Охајо.

## Демографија
По попису из 2010. године број становника је 11.724, што је 47 (-0,4%) становника мање него 2000. године.
| Група             | 2000.          | 2010.          |
| Белци             | 10.873 (92,4%) | 10.567 (90,1%) |
| Афроамериканци    | 520 (4,4%)     | 659 (5,6%)     |
| Азијати           | 46 (0,4%)      | 52 (0,4%)      |
| Хиспаноамериканци | 107 (0,9%)     | 163 (1,4%)     |
| Укупно            | 11.771         | 11.724         |